# ناوشکن کلاس جیرینگ
دیسترویر کلاس جیرینگ (به انگلیسی: Gearing-class destroyer) یک کلاس از کشتی است که طول آن ۳۹۰٫۵ فوت (۱۱۹٫۰ متر) می‌باشد.